# Džemaludin Alić
Džemaludin Alić (Tetovo kod Zenice, 19. svibnja 1947.) bosanskohercegovački je književnik. 

## Životopis
Rođen je 19. svibnja 1947. godine u Tetovu kod Zenice. Gimnaziju je završio u Zenici a studije južnoslovenskih književnosti i jezika uspješno je okončao na Filozofskom fakultetu u Sarajevu 1972. godine. Član je Društva hrvatskih književnika.

## Nagrade i priznanja
Za knjigu pjesama Tamni kristal dobiva nagradu Fonda A.B. Simić 1969. godine u Zagrebu.

## Djela
Objavio je više knjiga pjesama: 
- Tamni kristal, Zagreb, 1969.
- Razbijanje površine, Sarajevo, 1969.
- Pjev sve tišeg srca, Zagreb 1971.
- Sezona lova, Zagreb, 1974.
- Nesanica, Sarajevo, 1976.
- Put u iskon, Sarajevo, 1978.
- Rađanje Atlantide, Sarajevo, 1988.
- Sarajevo, oko moje, Split, 1992.

Džemaludin Alić piše i prozu, kritiku i esej. Prvi roman I smrt će proći objavljuje 1978. godine u Zagrebu, a zatim slijede romani Trošenje grijeha, Sarajevo, 1980.; Kukci, Banja Luka, 1988.; Demijurg, Tuzla, 1989., i Pataren, Sarajevo, 2001.
Knjigu priča Zamka za Ishaka Ledinu objavljuje u Sarajevu 1982. godine.
Komadanje Orfeja,izbor kritike, polemike i eseja objavljuje u Tuzli 1986. godine, a Antologiju bosanskohercegovačke pripovijetke XX. stoljeća objavljuje u časopisu Život, 7-8, 1980. godine. 
- Roman Kukci preveden je na makedonski jezik i objavljen pod naslovom Skakulci u Skoplju 1991. godine.

- Antologija bosnaskohercegovačke pripovijetke XX. stoljeća objavljena je na estperantu u Sarajevu 1982. godine.

- Roman Demijurg preveden je na njemački jezik i objavljen u Blieskastelu 1995. godine. Pataren je također objavljen na njemačkom jeziku 2003. godine.

Nakon izbijanja rata u Republici Bosni i Hercegovini Alić s obitelji živi u gradu Splitu u Hrvatskoj gdje izdaje list RBiH, a od kraja 1993. godine živi u egzilu u Njemačkoj sa statusom slobodnog umjetnika. U egzilu je napisao knjigu pjesma Bosna Bosona, roman Pataren i djelo Devetnaest stoljeća Bosne, Frankfurt a/M, 1988.